# Veflinge
Veflinge is een plaats in de Deense regio Zuid-Denemarken, gemeente Nordfyn. De plaats telt 860 inwoners (2020). Veflinge ligt aan de voormalige spoorlijn Odense - Middelfart. Het stationsgebouw is bewaard gebleven.